# Semilla recalcitrante

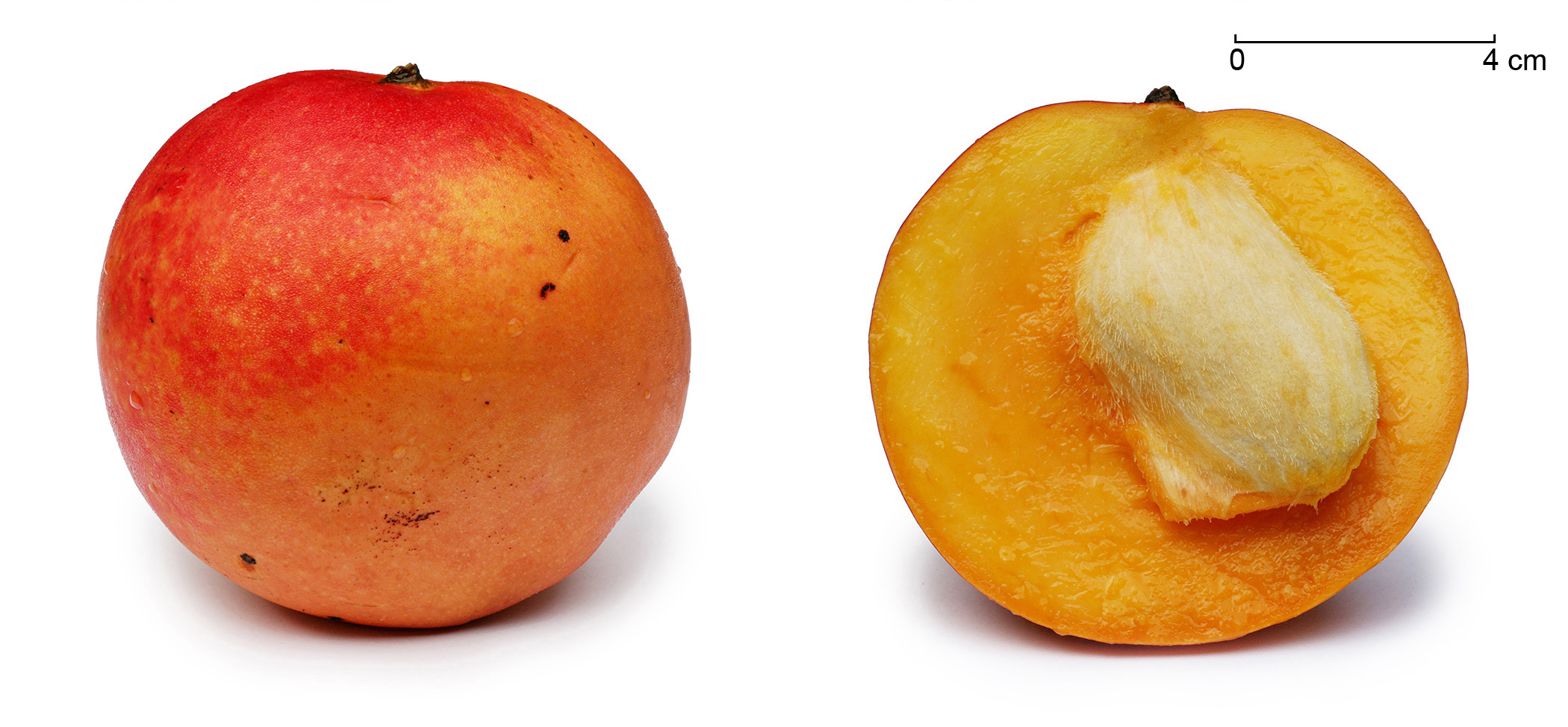
Un cultivar de mango de manzana y su sección transversal. Mangifera indica.

Las semillas recalcitrantes (también conocidas como semillas no ortodoxas) son semillas que no sobreviven en condiciones de sequedad o frío cuando son conservadas ex situ. estas semillas no pueden resistir los efectos de la sequedad o temperaturas menores de 10 °C; por tanto, no pueden ser conservadas por largos periodos al contrario que las semillas ortodoxas porque pueden perder su viabilidad. Algunas plantas que producen semillas recalcitrantes son aguacate, mango, litchi, algunos árboles cultivados y varias plantas medicinales.

## Mecanismos de pérdida de la viabilidad
Los dos principales mecanismos que perjudican la viabilidad de estas semillas son la desecación que afecta a los órganos intracelulares y por favorecer la formación de tóxicos tales como radicales libres. Un ejemplo del primer tipo de daño, se puede encontrar en algunas semillas de árboles no tropicales como las bellotas de distintas especies del género Quercus, que pueden ser conservadas a temperaturas sobre cero por más de dos años tomando la precaución de que no se desequen. Estas semillas pueden sufrir daños en las proteínas y lípidos de la membrana celular si está en condiciones de sequedad por más de 3 o 4 días. Otras semillas como las del castaño sufren daños por oxidación por el metabolismo incontrolado que se produce durante el periodo de deshidratación.